# Clonagem humana

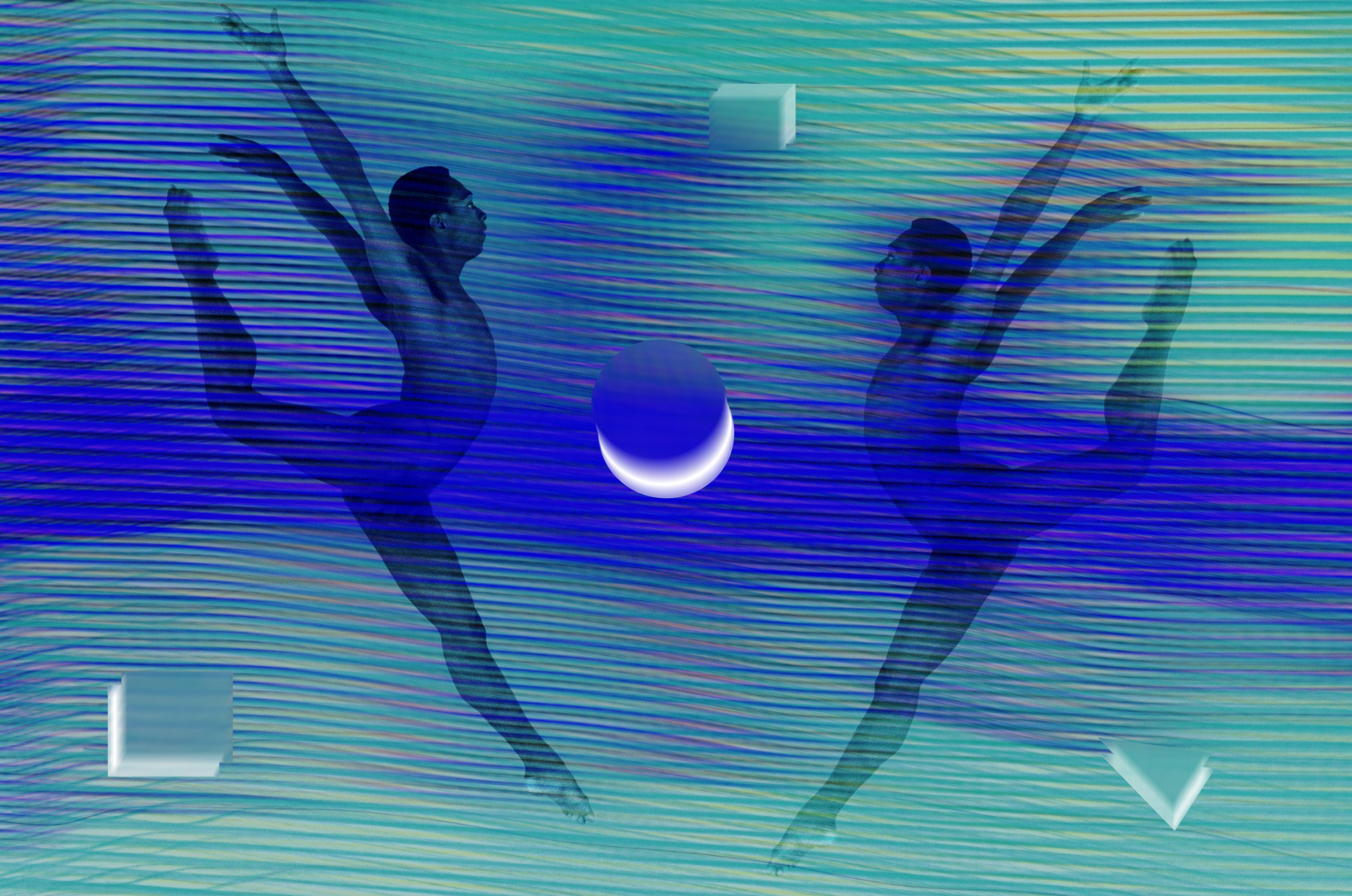
Representação de uma clonagem humana

Clonagem humana é o processo de produzir uma cópia geneticamente idêntica de um ser humano. O termo é empregado para se referir à clonagem de humanos produzida artificialmente, sendo que ele não é empregado para se referir ao nascimento de gêmeos idênticos, cultura de tecidos ou a cultura de células humanas.
Existem dois tipos comumente discutidos da clonagem humana: a clonagem terapêutica e a clonagem reprodutiva. A clonagem terapêutica envolve a clonagem de células de um adulto para uso em medicina e é uma área ativa de pesquisa, enquanto a clonagem reprodutiva implicaria fazer clones humanos. Clonagem reprodutiva ainda não foi realizada e é ilegal em muitos países.
Em maio de 2013, uma equipe de cientistas norte-americanos da Universidade de Ciência e Saúde de Oregon, sob a coordenação do Dr. Shoukhrat Mitalipov, conseguiu pela primeira vez clonar embriões humanos e obter células tronco embrionárias, através de uma técnica chamada de transferência nuclear, que deu origem no passado à ovelha Dolly e outros animais. O feito, publicado na revista "Cell", poderá ajudar no tratamento do Mal de Parkinson e da diabetes.

## História
Apesar de a possibilidade da clonagem humana ter sido objeto de especulação por grande parte do século XX, cientistas e políticos começaram a tomar o assunto a sério por volta da década de 1960. O geneticista J. B. S. Haldane foi o primeiro a introduzir a ideia da clonagem humana, para a qual utilizou os termos "clone" e "clonagem", que eram usados na agricultura desde o início do século XX. O vencedor do Prêmio Nobel e geneticista Joshua Lederberg defendeu a clonagem e a engenharia genética em um artigo no American Naturalist em 1966 e, novamente, no ano seguinte, no Washington Post. Essa discussão acendeu um debate com o bioeticista conservador Leon Kass, que escreveu na época em que "a reprodução programada do homem o desumaniza". Outro prêmio Nobel, James D. Watson, um dos descobridores da estrutura do DNA, discutiu o potencial e os perigos da clonagem em um artigo de 1971.
Atualmente, a tecnologia da clonagem de mamíferos, embora longe de ser confiável, chegou a um patamar no qual muitos cientistas são conhecedores das técnicas envolvidas, a literatura é acessível, e a aplicação das técnicas não são tão difíceis e caras quanto no passado. Por esse motivo, D. Lewis Eigen argumentou que as tentativas de clonagem humana serão realizadas nos próximos anos e que talvez algumas já podem até terem sido iniciadas.

### Tentativas de clonagem humana
- Dr. Panayiotis Zavos, um médico de fertilidade norte-americano, revelou em 17 de janeiro de 2004 em uma conferência de imprensa em Londres que ele havia transferido um embrião recém-clonado para uma mulher de 35 anos de idade. Em 4 de fevereiro de 2004, verificou-se que a tentativa não funcionou e que a mulher não havia engravidado.[8][9]
- Severino Antinori anunciou em 2006 ter feito em 2003 três clones humanos.[10]

## Implicações éticas
Defensores da clonagem terapêutica acreditam que a prática poderia fornecer células geneticamente idênticas para a medicina regenerativa, e tecidos e órgãos para transplante. Essas células, tecidos e órgãos não provocariam uma resposta imune, não necessitando, assim, o uso de drogas imunossupressoras, e também auxiliariam no tratamento de doenças graves como cancro, doença cardíaca e  diabetes, bem como melhorias no tratamento de queimaduras e na  cirurgia plástica reconstrutiva.
Com relação com a clonagem com fins reprodutivos, alguns proponentes da área alegam que ela poderia auxiliar casais inférteis a ter filhos com pelo menos uma parte de seu DNA.

## Legislação atual

### Nações Unidas
Em 17 de dezembro de 2001, a Assembleia Geral da ONU começou a elaborar uma convenção internacional contra a clonagem reprodutiva dos seres humanos. Uma ampla coalizão de países, incluindo Espanha, Itália, Filipinas, Estados Unidos, Costa Rica e a Santa Sé, procurou estender o debate a proibição de todas as formas de clonagem humana, pois na sua opinião, a clonagem terapêutica humana viola a dignidade humana. Como não foi possível chegar a um consenso, em Março de 2005, foi adotada a Declaração das Nações Unidas sobre a Clonagem Humana a qual pedia pela proibição de todas as formas de clonagem humana, mas essa declaração não é obrigatória aos países membros.

### Austrália
A Austrália havia proibido a clonagem humana. Entretanto, em dezembro de 2006, um projeto de lei legalizando a clonagem terapêutica e a criação de embriões humanos para pesquisas com células-tronco foi aprovada pela Câmara dos Deputados. A clonagem terapêutica agora é legal em algumas partes da Austrália, dentro de certos limites e sujeito aos efeitos da legislação estadual.

### União Europeia
A Convenção Europeia dos Direitos do Homem e a Biomedicina proíbe a clonagem humana em um de seus protocolos adicionais, mas este protocolo só foi ratificado pela Grécia, Espanha e Portugal. A Carta dos Direitos Fundamentais da União Europeia, proíbe expressamente a clonagem humana reprodutiva. A carta é compulsória para todos os países e instituições membros da União Europeia.

### Estados Unidos
Várias tentativas foram feitas para banir todo o tipo de clonagem humana (em 1998, 2001, 2004 e 2007), mas divisões políticas internas impediram que as propostas se tornassem lei. Em Março de 2010, foi introduzido um projeto de lei que proibia o financiamento federal para a clonagem humana. Essa lei não impede a investigação em instituições privadas, como as universidades, que recebem verbas tanto do setor privado quanto do público. Atualmente, não existem leis federais que proíbam a clonagem, mas existem alguns estados que o fazem.

### Reino Unido
Em janeiro de 2001, foi aprovada a lei de Fertilização Humana e Embriologia a qual permite a utilização de embriões na investigação em torno de células-tronco, permitindo assim a clonagem terapêutica. No entanto, em 15 de novembro de 2001, um grupo pró-vida ganhou uma apelação na Suprema Corte do Reino Unido que derrubou a regulamentação e efetivamente deixou todas as formas de clonagem não regulamentadas. Eles esperavam que o Parlamento preenchesse esta lacuna com uma legislação proibitiva. O resultado disso é que o Parlamento foi rápido ao passar o Ato sobre Clonagem Reprodutiva Humana, que proíbe explicitamente a clonagem reprodutiva. A lacuna legislativa remanescente em relação à clonagem terapêutica foi fechada quando os tribunais de apelação reverteram a decisão anterior da Suprema Corte.
A primeira licença foi concedida em 11 de agosto de 2004 para investigadores da Universidade de Newcastle, que lhes permitam investigar tratamentos para  diabetes, doença de Parkinson e doença de Alzheimer.

## Na cultura popular
A clonagem é um tema recorrente na ficção científica. Exemplos incluem os romances Os Meninos do Brasil, de Ira Levin e Um Desfile de Espelhos e Reflexões de Anatoly Kudryavitsky. No teatro, a peça R.U.R. (1920) de Karel Čapek, obra onde a palavra "robô" (criada por seu irmão Josef, ver: Irmãos Čapek) surge pela primeira vez e, onde os "robôs" não eram mecânicos e sim, "orgânico-sintéticos" (mais assemelhados com os clones humanos). Na televisão,  a animação  Star Wars: The Clone Wars, a série canadense Orphan Black , Kyle XY e a telenovela brasileira O Clone, de 2001, abordaram o tema. No cinema, filmes como Replicant, A Ilha, Æon Flux. A  franquia de videogames Metal Gear Solid também gira em torno do conceito de clonagem e modificação genética. Não apenas a clonagem genética, mas também a cópia de todas as memórias da mente do clonado para a do clone, são abordadas nos filmes de ficção científica como é o caso de O Sexto Dia, de 2000, com Arnold Schwarzenegger. Blade Runner de 1982, apresenta o replicante, que é mais próximo do clone humano do que o robô (mecânico) atual.

## Objeções religiosas
A Igreja Católica Romana, sob o papado de Francisco, condenou a prática da clonagem humana, afirmando que ela representa uma "grave ofensa à dignidade da pessoa, bem como à igualdade fundamental de todos os povos".
Os muçulmanos sunitas consideram que clonagem humana é proibida pelo Islã.